# VK 45.01 (H)
VK 45.01 (H) là một xe tăng hạng nặng thử nghiệm của Đức Quốc Xã trong Chiến tranh Thế giới thứ hai, nguyên mẫu cuối cùng của Panzer VI Tiger I. VK 45.01 (H) được phát triển từ nguyên mẫu VK 36.01 (H) do Henschel thiết kế, được Hitler phê duyệt để sản xuất Tiger I thay cho mẫu VK 45.01 (P) (tên gọi không chính thức là Tiger (P) hoặc Tiger Porsche) cạnh tranh của Porsche.

## Biến thể
VK 45.01 (H) H2: được trạng bị pháo 75 mm L/70
VK 45.01 (H) H1: được trang bị pháo 88 mm L/70